# Ariel Meredith

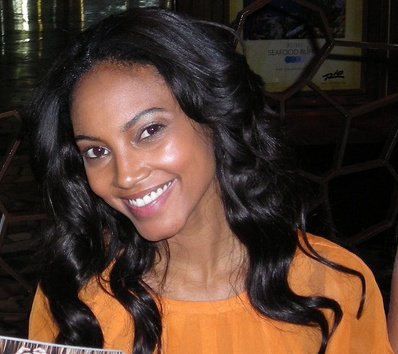
Ariel Meredith em 2009.

Ariel Meredith (Shreveport, 1986) é uma modelo americana.
Iniciou a carreira em 2005. Chegou a ser despedida de uma agência por se recusar a fazer uma cirurgia para aumentar os seios.
Assinou contrato com a agência Ford Models em Nova York, e com a Elite em Milão e Paris em 2008.. Já desfilou ou posou para marcas como J.Crew, Ann Taylor Loft, H&M, David's Bridal, Fossil, Target, Garnier Fructis, Roca Wear, Victoria's Secret, The Limited, Sephora, Levi's e GAP.